# Astiphromma taiwanense
Astiphromma taiwanense là một loài tò vò trong họ Ichneumonidae.